# Jámy
Jámy (in tedesco Jamny) è un comune ceco situato nel distretto di Žďár nad Sázavou, nella regione di Vysočina.